# Lady Ponce
Pour les articles homonymes, voir Ponce (homonymie).
Lady Ponce, de son vrai nom Adèle Ruffine Ngono, née le 24 juillet 1983 à Mbalmayo en Région du Centre du Cameroun est une chanteuse et parolière camerounaise. Elle se fait connaître au public en 2004 par son titre Le Ventre et le Bas-ventre.
Elle compte en son actif 8 albums dont le huitieme, intitulé Légende est sorti le 17 Janvier 2025. Depuis elle est porteuse de plusieurs distinctions nationales et musicales. Elle fut le buzz dans le top trend 2024 grace au single 'Secouer Secouer' et en 2025 grace au single 'Je Veux Danser' Et 'Nbagkan'.

## Biographie
Elle appartient au groupe ethnique Ewondo du Cameroun. Initialement sa mère, cantatrice et animatrice de réseaux d'association villageoises, chante dans les fêtes et conte pratiquement tous les soirs. Elle initie très tôt sa fille à la musique. Celle-ci la remplace à l'âge de 10 ans dans une cérémonie officielle. Puis elle rejoint une institution catholique afin de devenir religieuse. La mort tragique de cette mère en 1998, alors qu'elle n'a que 15 ans, lui fait changer d'orientation. Ainsi elle quitte la campagne pour la ville de Yaoundé où elle s'inscrit dans la chorale de la paroisse de son quartier (Essos),.
Dans ses débuts, elle intègre un groupe d'artistes congolais, avec qui elle effectue des animations dans plusieurs cabarets de la capitale camerounaise, notamment Le Camp Sonel, La Cascade. Son style s'élargit avec l'intégration de plusieurs rythmes en vogue au Cameroun (bikutsi, makossa, ndombolo, salsa). Elle fréquente les chanteuses et musiciennes camerounaises telles qu'Anne-Marie Nzié et Sally Nyolo. Elle rejoint ensuite le groupe « Akoak » avec lequel elle enregistre son tout premier album.
Puis elle interprète les musiques de bikutsi des artistes camerounais à succès. Le rythme de cette musique sert de support à la danse du peuple de la région du Centre du Cameroun. Son inspiration lui vient des contes et des fables entendus dans son enfance au village. Elle devient l'une des représentantes attitrées de cette musique,. Son titre Le ventre et le bas-ventre est diffusé sans relâche par les médias à sa sortie et est repris par les bars. Son nom est retrouvé dans quelques romans.
Elle se produit sur plusieurs scènes africaines et européennes de 2009 à 2025,,,,,.
Ses attitudes et ses tenues sont quelquefois jugées provocantes, et lui sont souvent reprochées,. Avec d'autres artistes, elle est critiquée pour son exploitation commerciale des danses traditionnelles, une réduction à une dimension érotique et une banalisation de ces danses.
Son nom s'exploite au travers les établissements NAR dont elle est la dirigeante. Ils comprennent un cabaret (Ponce Attitude), une ligne de prêt-à-porter, un institut de beauté (Ponce Original Fashion) et une maison de production.
Lady Ponce est mère de trois enfants. La rumeur de sa mort à la suite d'un accouchement a circulé en 2011.

## Distinctions
En 2007, à la suite de l'enregistrement de l'album Le ventre, elle est élue « meilleure voix et révélation féminine de la scène camerounaise»,.
Lors de la cérémonie des Canal 2'or organisée par une télévision nationale camerounaise, le titre de « meilleure artiste féminin de l'année 2008 » lui est décerné, tandis que sa chanson Trahison reçoit le prix de la « chanson de l'année». Elle demeure l'artiste la plus récompensée de ces awards,.
- Chevalier de l'ordre de la Valeur. Le 20 mai 2014, à l'occasion de la fête nationale, elle est élevée Chevalier de l’ordre de la Valeur (premier des ordres nationaux camerounais)[16]. Ainsi donc, en début d'année 2017 pour la célébrer, elle remplit la salle de concert la Cigale à Paris[21].

## Récompenses et nominations
Canal 2'or
| Année | Artiste    | Catégories                 | Résultats  |
| ----- | ---------- | -------------------------- | ---------- |
| 2008  | Lady Ponce | Chanson de l'année         | Lauréat    |
| 2008  | Lady Ponce | Meilleure artiste féminine | Lauréat    |
| 2013  | Lady Ponce | Meilleure chanson          | Nomination |
| 2013  | Lady Ponce | Meilleure artiste féminine | Nomination |
| 2016  | Lady Ponce | Artiste féminine           | Nomination |

Canal 2'or - ACT10 et 11(Canal 2 International Awards)
| Année | Artiste    | Catégories        | Résultats  |
| ----- | ---------- | ----------------- | ---------- |
| 2015  | Lady Ponce | Chanson populaire | Nomination |
| 2017  | Lady Ponce | Artiste féminine  | Nomination |

Rts Awards (Radio Tiéméni Siantou)
| Année | Artiste    | Catégories                | Résultats |
| ----- | ---------- | ------------------------- | --------- |
| 2007  | Lady Ponce | Meilleure performance     | Lauréat   |
| 2007  | Lady Ponce | Meilleure artiste Bikutsi | Lauréat   |
| 2008  | Lady Ponce | chanteur de l'année       | Lauréat   |

Festival Bikutsi
| Année | Artiste    | Catégorie                 | Résultat |
| ----- | ---------- | ------------------------- | -------- |
| 2008  | Lady Ponce | Meilleure artiste Bikutsi | Lauréat  |

KORA Afrique Centrale
| Année | Artiste    | Catégorie                                     | Résultat |
| ----- | ---------- | --------------------------------------------- | -------- |
| 2012  | Lady Ponce | Meilleure artiste féminine d'Afrique centrale | Lauréat  |

Njangui TV (Montréal) 
| Année | Artiste    | Catégorie            | Résultat |
| ----- | ---------- | -------------------- | -------- |
| 2013  | Lady Ponce | NJANGUI TV D'HONNEUR | Lauréat  |

## Discographie

### Albums
La production d'albums, avec la maison JPS, se fait avec NAR en 2015 ensuite avec Keyzit en 2025.
```
le ventre et le bas ventre : 2006
```

confession: 2008
Bombe A : 2010
La loi du talion : 2011
bain de sons : 2015
Patrimoine : 2017
Supreme : 2020
Legende : 2025

### Singles
- 2013: Devine
- 2014: Poisson fumé
- 2014: La la la
- 2016: Obele
- 2017: Connais-tu l'amour
- 2017: Espoir
- 2019: Reality
- 2020: Je ne voulais plus
- 2021: Mange ce que tu peux

2022 : Non Coupable
2022 : Amour Sans Benefice 

### Collaborations
- 2009: La vie avec Aimé Lebeau & Pedro
- 2012: Laisse le moi avec Dora Decca
- 2013: John Duchant et Lady Ponce
- 2013: Devine avec Koffi Olomide
- 2013: Lady Ponce avec Djibril Cisse, Manu Dibango, Truth Hurts, Shaniz
- 2014: D - Bar avec Aijo Mamadou
- 2015: Kum kum avec X-Maleya
- 2018: Kongossa de Dez Altino [28]
- 2019: Kon kon de Taty Eyong
- 2020: Bla Bla avec Sheryfa Luna
- 2020: Envie de saouler avec Richard Amougou
- 2020: N'oublie pas avec Roger de X-Maleya
- 2020: Baladé avec Mel'b Akwen

Les larmes de mon coeur avec Roger de X-Maleya

## Tournées
- Août 2009 à Paris
- Septembre 2016
- Janvier 2017
- Avril 2017
- Décembre 2017

((Avril)) 2020 Reporte a 2021 reporte a 2022